# HD 191178
HD 191178，又名BD+16 4153，SAO 105733、HR 7696，是一颗恒星，视星等为6.42，位于銀經56.71，銀緯-8.58，其B1900.0坐标为赤經20h 3m 32.8s，赤緯+16° -8.58′ 25″。